# Bulina
Bulina (obciągarka) – lina pomocnicza stosowana w żeglarstwie do dodatkowego napinania żagli w sytuacjach, gdy podstawowe liny napinające pracują pod wyraźnie innym kątem niż powinny w danych warunkach wiatrowych, lub też nie można nimi nadać wymaganego kształtu żaglom.
Istnieją dwa typy bulin, w zależności od typu ożaglowania:
1. W ożaglowaniu rejowym bulina jest liną historyczną, obecną na żaglowcach od XV do XVIII wieku, stosowaną podczas żeglugi na wiatr.
Lina ta na końcu od strony żagla przechodzi w rodzaj uprzęży, czyli w kilka mniejszych lin doczepionych w stały, nie przesuwny sposób, do żagla rejowego w środkowej części jego liku bocznego (krawędzi bocznej). Drugi koniec buliny przechodzi przez blok na sztagu przed żaglem. Lina ta odciąga żagiel w kierunku dziobu jednostki, aby ustawić go możliwie najbliżej do wiatru, stąd można ją porównać do halsu, tyle że zaczepionego w połowie długości lików bocznych.
2. Powszechnie bulinę stosuje się we współczesnych jachtach, również regatowych, noszących ożaglowanie skośne.
Lina ta ma zastosowanie do sztaksli przednich i współpracuje z liną zwaną szotem. Jej główną rolą jest regulacja wzajemnego naprężenia lików dolnego oraz tylnego. Daje to możliwość ustawienia wybrzuszenia żagla w zależności od panujących warunków wiatrowych. Mocowana jest, podobnie jak szot, do rogu szotowego żagla, a jej drugi koniec może przechodzić przez blok zamocowany bezpośrednio na pokładzie, lub przechodzić przez blok, lub tulejkę zwaną barankiem, zamocowane na jednej z lin olinowania stałego – np. na wancie lub sztagu.
W rozwiązaniu z buliną, szot nadal zachowuje główną odpowiedzialność za napięcie żagla, natomiast bulina, działając na róg szotowy żagla pod innym kątem, zapewnia równomierne naprężenie obu lików żagla, lub też ustawia żagiel w odpowiedniej płaszczyźnie względem wiatru (szczególnie przy bardzo ostrych kursach). Odmianą buliny może być tutaj również talia zamocowana do szota mniej więcej w połowie jego długości przesuwnie za pomocą bloku, działająca na szota pod kątem zbliżonym do prostego.